# Jean Louis Pallavicini
Jean Louis Pallavicini, mort le 28 novembre 1598 à Èze, est un prélat italien du XVIe siècle.  Il est fils de Jules César, marquis de Cèves.

## Biographie
Pallavicini est évêque de Saluces  et de Marsico Nuovo et passe au diocèse de Nice en 1583. Il encourage l'archiconfrérie de la Sainte-Croix de Nice, à laquelle il remet l'hôpital de Saint-Roch, et crée en 1584 l'hospice des orphelines de la ville.